# Lijst van bekende ex-katholieken
|  |  | Om privacyredenen is besloten dat levende personen niet in de lijst zullen worden opgenomen. |

Ex-katholieken of voormalige katholieken zijn mensen die een tijdlang (rooms-)katholiek zijn geweest, maar de Rooms-Katholieke Kerk zijn uitgetreden of het rooms-katholicisme zijn afgevallen, waarna zij deze hebben ingeruild voor een andere religie (inclusief niet-roomse vormen van het christendom) of een niet-religieuze levensbeschouwing. Hier volgt een lijst van bekende ex-katholieken.
Volgens een studie van het Pew Research Center uit 2008 waren naar schatting 10,1% van de inwoners in de Verenigde Staten een zelfverklaard ex-katholiek in een zekere zin; in totaal meldde de studie dat 44% van de Amerikanen een andere religieuze gezindte beleed dan de gezindte waarmee ze waren opgevoed.

## Bekeerd naar een andere kerk, denominatie of religie

### Oosterse Orthodoxie
- Helena van Anjou (1230–1314), prinses-gemaal van het middeleeuwse koninkrijk Servië die zich tot de Servisch-Orthodoxe Kerk bekeerde.

### Anglicanisme en kerken in communie

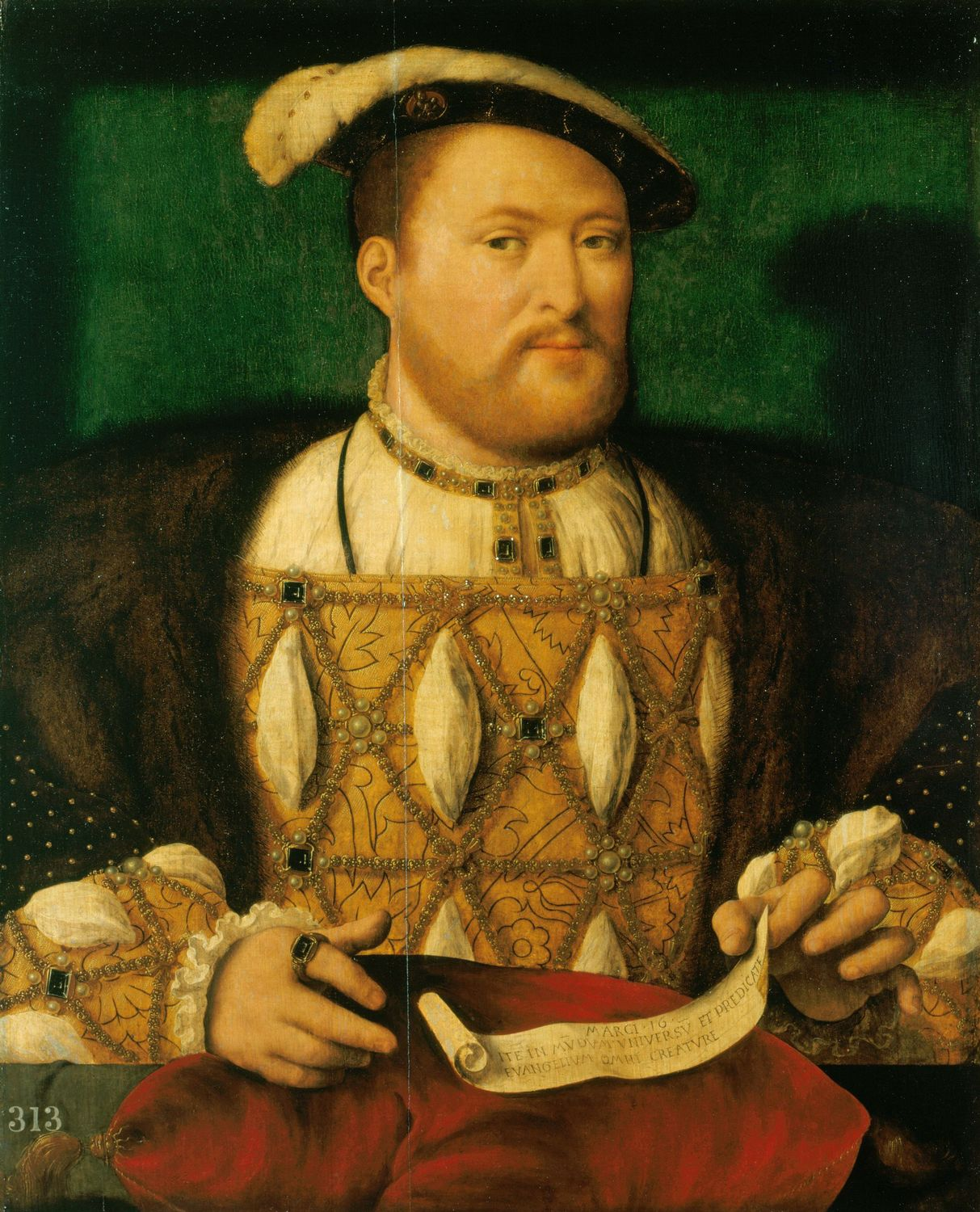
Hendrik VIII stichtte de Anglicaanse Kerk.

- Hendrik VIII van Engeland (1491–1547), koning van Engeland die de banden tussen de Anglicaanse Kerk en de Rooms-Katholieke Kerk verbrak;
- Gregorio Aglipay (1860–1940), Filipijns priester die zich aansloot bij de Iglesia Filipina Independiente;
- Thomas Cranmer (1489–1556), aartsbisschop van Canterbury en protestants hervormer die de Anglicaanse Kerk begeleidde tijdens de vroege Reformatie.

### Onafhankelijke katholieke kerken
- Clemente Domínguez y Gómez (1946–2005), (tegen)paus van de Palmariaans-Katholieke Kerk.

### Christian Science
- Joan Crawford (1904–1977), Amerikaans actrice.

### Protestantisme

#### Calvinisme
- Johannes Calvijn (1509–1564), Frans-Zwitsers kerkhervormer;
- Willem van Oranje (1533-1584), stadhouder
- Tom Tancredo, Amerikaans politicus, stapte over naar de Evangelical Presbyterian Church in de Verenigde Staten.

#### Lutheranisme
- Henri de Laborde de Monpezat (1934–2018), bekeerde zich bij zijn huwelijk met vermoedelijk troonopvolger Margrethe (nu koningin Margrethe II van Denemarken);
- Katharina von Bora (1499–1552), Duits voormalig non die met Maarten Luther trouwde;
- Maarten Luther (1483–1546), Duits protestants reformator en theoloog, geëxcommuniceerd per pauselijke bul Decet Romanum Pontificem;
- Philipp Melanchthon (1497–1560), Duits protestants reformator en luthers theoloog;
- Primož Trubar (1508–1586), Sloveens protestant prediker en schrijver.

#### Pinksterbeweging
- Efraín Ríos Montt (1926–2018), voormalig de facto president van Guatemala.

#### Andere protestanten
- Huldrych Zwingli (1484–1531), Zwitserse reformator;
- Jan Hus (ca. 1370–1415), Tsjechische theoloog die de Hussieten oprichtte en de latere Reformatie voorafschaduwde;
- Hiëronymus van Praag (1379–1416), Tsjechisch theoloog, vriend van Jan Hus en korte tijd leider van de Hussieten;
- Domineco da Pascia en Silvestro Maruffi, voormalige Italiaanse monniken en vrienden van Girolamo Savonarola;
- Mathieu Kérékou (1933–2015), voormalig president van Benin (1971-2006);

### Gottgläubigkeit
De gottgläubig-beweging was een officieel erkende ongeorganiseerde religie in nazi-Duitsland. Verscheidene prominente nazileiders begonnen in de loop van 1936 hun katholieke of protestantse kerken te verlaten als daad van politiek protest na een geleidelijke verslechtering van de betrekkingen met de kerken, die zij ervan beschuldigden zich te bemoeien met de binnenlandse zaken van Duitsland. De Gottgläubigen benadrukten dat zij nog steeds geloofden in een schepper-God die het Duitse volk begeleidde, en zij verwierpen atheïsme en irreligie. De beweging verdween kort na de Tweede Wereldoorlog.
- Heinrich Himmler (1900–1945), Reichsführer-SS;[2]
- Reinhard Heydrich (1904–1942), Reichsprotektor van Bohemen en Moravië.[2]

### Islam
- René Guénon (1886–1951), Frans filosoof.

### Jodendom
- Anne Meara (1929–2015), Amerikaans komiek en actrice, partner en vrouw van Jerry Stiller.[3]

### Betwist
Deze sectie noemt mensen waarvan betwist wordt of ze het katholicisme hebben verlaten. Ze hebben wellicht ideeën aangenomen die anderen onverenigbaar met het katholieke geloof achten en hebben noch via een formele uitschrijving ('ontdoping') noch informeel bij wijze van ketterij, schisma of geloofsafval de Kerk verlaten. Het louter bijwonen van diensten van een andere religie of de overname van bepaalde meditatiepraktijken zijn niet per se een teken van het verzaken van iemands eigen religie. Volgens een enquête uit 2009 van het Pew Research Center Forum on Religion and Public Life meldt een op de vijf Amerikaanse katholieken wel eens naar een ander gebedshuis gaat dan hun eigen lokale katholieke parochie (hetgeen niet per se slaat op niet-katholieke gebedshuizen). Dezelfde enquête merkte op dat sommige katholieken "yoga als spirituele praktijk" opnemen in hun zingeving, omgaan met mediums en zich laten inspireren door of meedoen aan andere religieuze bewegingen.
- Fidel Castro (1926–2016), Cubaans communistisch guerrillastrijder, premier en president, geëxcommuniceerd;
- Jack Clayton (1921–1995), Brits regisseur die zichzelf "ex-katholiek" noemde;
- Edward Gibbon, bekeerde zich aan de Universiteit van Oxford tot het katholicisme, maar keerde een jaar later terug naar het anglicanisme onder het dreigement te worden onterfd;
- Anne Jackson (1925–2016), Amerikaans actrice van Ierse en Kroatische oorsprong; getrouwd met Eli Wallach;
- Adolf Hitler (1889–1945), Oostenrijks-Duits politicus. Zijn religieuze opvattingen worden hevig betwist. Hoewel hij (doorgaans privé) het christendom bekritiseerde - vooral de kerken - in zijn latere leven, heeft Hitler nooit zijn lidmaatschap van de katholieke Kerk opgezegd;[5] in 1941 vertelde hij zijn generaal Gerhard Engel: "Ik ben nu, net als vroeger, een katholiek en zal dat altijd blijven."[6]
- Timothy McVeigh (1968–2001), Amerikaans terrorist, katholiek gedoopt en opgevoed, noemde zichzelf kort voor zijn executie een 'agnost', maar nam de laatste heilige sacramenten die hem werden toegediend door een katholieke priester;[7]
- Jean-Jacques Rousseau (1712–1778), bekeerde zich tot het katholicisme toen hij naar Frankrijk verhuisde, zwoer het weer af in ruil voor het calvinisme toen hij terugkeerde naar Genève;
- Orson Welles (1915–1985), Amerikaans filmmaker en acteur;[8]
- Victor Hugo (1802–1885), Frans dichter, schrijver, politicus, mensenrechtenactivist.

## Atheïsme, agnosticisme of niet-religieus

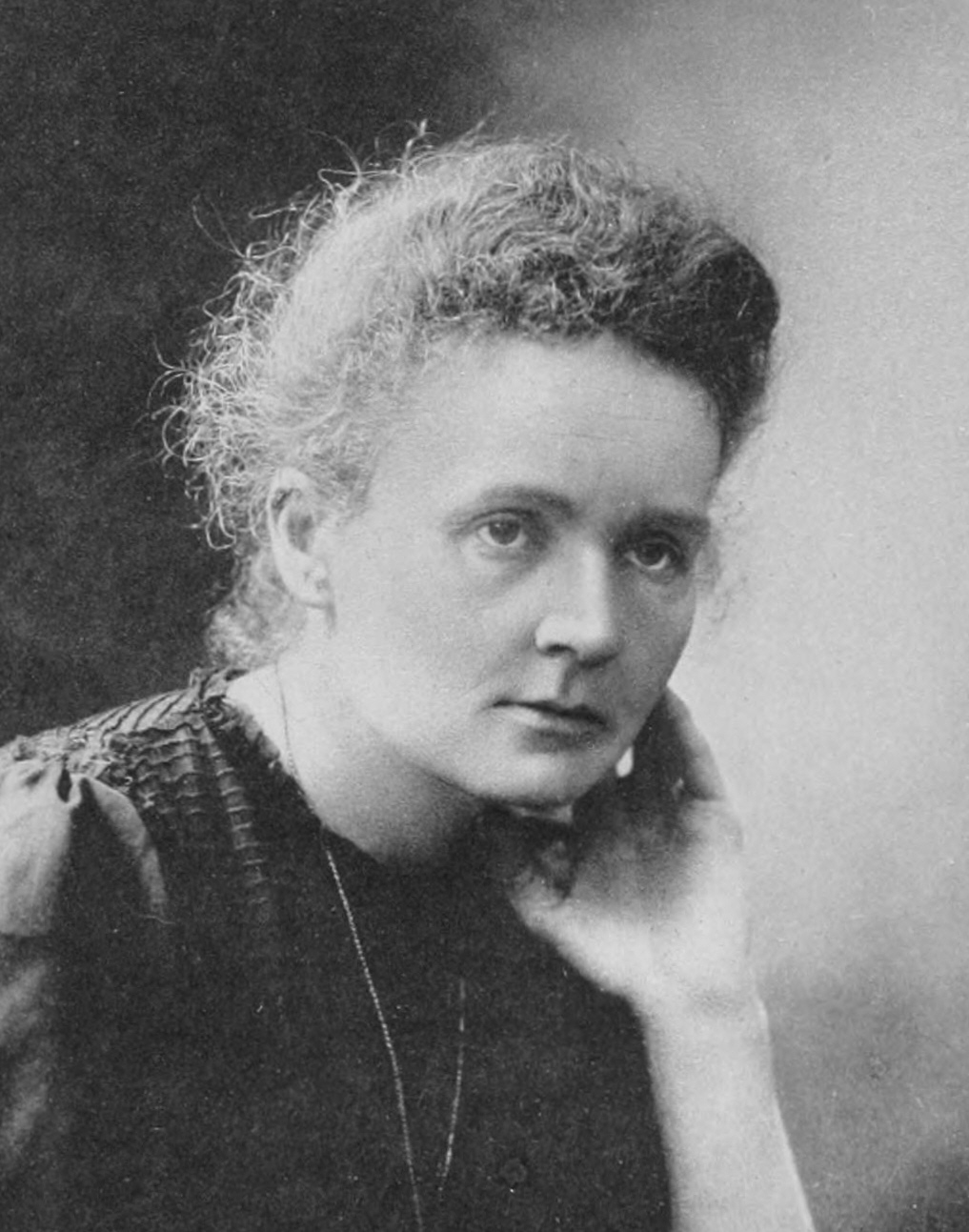
Marie Curie, dubbele Nobelprijswinnares

Deze sectie bevat mensen die het katholicisme hebben verworpen ten gunste van een niet-religieuze levensbeschouwing, zoals atheïsme, agnosticisme, vrijdenkerij of (seculier) humanisme.
- Steve Allen (1921–2000), presentator van onder andere The Tonight Show, acteur, schrijver, cabaretier, musicus;[9]
- George Carlin (1937–2008), Amerikaans stand-upcomedian;
- Antonio Carluccio (1937–2017), Italiaanse kok, restaurateur en voedselexpert;
- Marie Curie (1867–1934), Nobelprijswinnares in de scheikunde en de natuurkunde;[10]
- Theodore Dreiser (1871–1945), Amerikaans schrijver (socialisme en mogelijk Christian Science);
- Roger Ebert (1942–2013), Amerikaans journalist, filmcriticus en scenarist;
- Roh Moo-hyun (1946–2009), 16e president van Zuid-Korea;
- Omar Sharif (1932–2015), acteur en bridgespeler; Egyptisch Melkitsch katholiek die zich bekeerde tot de islam en later atheïst werd;[11]
- Josip Broz Tito (1892–1980), Joegoslavisch staatsman;
- Robert Anton Wilson (1932–2007), Amerikaans auteur, filosoof, romanschrijver, essayist en uomo universale (agnost).